# Casandra (nombre)
Casandra es un nombre propio femenino de origen griego en su variante en español. Proviene del griego Κασσάνδρα (Casandra, personaje mitológico), de κάσις (hermana) y ἀνδρός (hombre), "hermana de los hombres". Sin embargo, el etimólogo Roberto Faure en su libro Diccionario de nombres propios considera que su procedencia podría estar en el nombre de Aléxandros (versión femenina) o tal vez en la forma verbal ké-kas-mai ("brillar, destacar"), es posible también que se deriva de la forma verbal «ké-kas-mai», la cual significa “brillar”, por lo que se le daría la interpretación de “hermosa entre los hombres” o “la que enreda a los hombres con su belleza”. Con este nombre es posible mencionar a la hermana de Héctor y Paris en la mitología griega, la cual poseía el don de la adivinación..

## Variantes en otros idiomas
| Variantes en otras lenguas | Variantes en otras lenguas |
| -------------------------- | -------------------------- |
| Español                    | Casandra                   |
| Albanés                    | Kasandra                   |
| Alemán                     | Kassandra                  |
| Catalán                    | Cassandra                  |
| Francés                    | Cassandre                  |
| Griego                     | Κασσάνδρα (Kassándra)      |
| Húngaro                    | Kasszandra                 |
| Inglés                     | Cassandra                  |
| Italiano                   | Cassandra                  |
| Polaco                     | Kasandra                   |
| Ruso                       | Кассандра (Kassandra)      |